# Karen Mee
Karen Mee je novozelandska hokejašica na travi. 
Svojim igrama je izborila mjesto u novozelandskoj izabranoj vrsti. 

## Sudjelovanja na velikim natjecanjima
Na SP-u 2002. održanom u australskom gradu Perthu je osvojila 11. mjesto.